# Pâtisserie du marché couvert
La Pâtisserie du marché couvert est un monument historique situé à Chauny, en France.

## Localisation
La pâtisserie est sise au 14, place du Marché-Couvert, sur la commune de Chauny, dans le département de l'Aisne.

## Description
Propriété d'une société privée, le sculpteur Albert Raybaud en a établi les décorations de type art déco au moment de la reconstruction de Chauny après les destructions liées à la Première Guerre mondiale. L'architecte Louis Rey se charge ainsi, à partir de 1920, en particulier, du marché couvert, de la gare et des deux églises. Albert Raybaud, quant à lui, utilise la technique des toiles peintes posées sur une toile marouflée puis fixée sous verre pour le plafond. 
La Pâtisserie est composée de faïence blanche au décor principalement floral qui orne la devanture, les murs et une partie du plafond intérieur. Sur les trois murs sont disposés des miroirs.
Le bâtiment est inscrit au titre des monuments historiques en 2006.

## Pour approfondir